# Colline Pisane
Le Colline Pisane 
sono una regione storica e geografica costituita dalle zone collinari della provincia di Pisa poste a sud di Pisa e Pontedera, a est di Livorno e a nord di Volterra, distinte dalle Colline Livornesi (con le quali comunque formano le Colline pisano-livornesi) e dalle Colline Fiorentine. 
Attualmente vengono divise anche in Valdera e Colline di Lari.

## Storia
Le Colline Pisane, storicamente, hanno avuto come capoluogo il centro di Lari, nel Medioevo sede di una Capitania della Repubblica di Pisa e poi, in seguito all'occupazione fiorentina, tra 1406 e 1848, sede dei "Vicari" (governatori) fiorentini e capoluogo del "Vicariato delle Colline".
Gli attuali comuni nei cui territori ricade l'area definita Colline Pisane sono i seguenti:
- Fauglia
- Crespina Lorenzana
- Casciana Terme Lari
- Chianni
- Santa Luce
- Orciano Pisano
- Capannoli
- Castellina Marittima
- Lajatico
- Palaia
- Peccioli
- Ponsacco (parte sud, con Camugliano)
- Pontedera (parte sud-est, con La Rotta, Treggiaia e Montecastello)
- Riparbella
- Terricciola.

Tra questi comuni si possono distinguere quelli i cui territori appartengono a quelle che ancora oggi sono dette Colline di Lari: 
- Casciana Terme Lari
- Crespina Lorenzana
- Fauglia
- Collesalvetti.

Si tratta di un territorio attraversato dalla Strada Provinciale delle Colline di Lari, la n. 35, che lunga 17,5 km va da San Marco in Sovigliana (innesto con la S.P. n. 13) a Collesalvetti (lungo il percorso Querceto, Lari, Crespina Tripalle, Botteghino, Fauglia, Collesalvetti). 
Caratteristica di questa sub-area interna alle Colline Pisane è quella di essere attraversata da torrenti e fiumi di modesta portata che sfociano nello Zannone/Fosso imperiale, che nasce alle pendici del Monte imperiale, a sud di Lari.
Le Colline Pisane nel 2008 avevano una popolazione totale di 88 561 abitanti, considerando la popolazione totale dei comuni di Ponsacco e Pontedera.
Dal punto di vista amministrativo, prima della creazione della provincia di Livorno ad opera del gerarca fascista livornese Ciano (1925), facevano parte delle Colline Pisane (e del "Vicariato delle Colline") i territori dei comuni di Rosignano Marittimo e Collesalvetti, che oggi invece sono compresi nel Parco delle Colline Livornesi, essendo stati inglobati nei nuovi confini provinciali di Livorno.

A Sant'Ermo, nel comune di Casciana Terme, si trova il santuario della Madonna dei Monti, dedicato alla "Patrona delle Colline" e costruito su una collina da cui si dominano anche le Colline Livornesi.
Tra i fiumi più importanti delle Colline Pisane troviamo l'Era (che sfocia nell'Arno) e lo Zannone, le cui acque (che sgorgano tra il centro di Lari e la sua frazione di Querceto) si immettono, col nome di Fosso Reale nel Canale Scolmatore dell'Arno, sfociando quindi nel Mar Ligure.
Vi si coltiva un'importante varietà di vino Chianti, denominato appunto Chianti Colline Pisane.

## Sentieri delle Colline Pisane

### Sentieri che convergono sul santuario della "Madonnina dei Monti", Sant'Ermo
- Crespina, Mazzagamboli, Sant'Ermo, Madonna dei Monti[1]
- Lari, Usigliano, Sala, Sant'Ermo, Madonna dei Monti[1]

### Rilievi
Il Monte Vitalba (posto nel comune di Chianni), con un'elevazione di 674 m, è il rilievo più alto delle Colline Pisane; è seguito dal vicino Poggio Pianacce (posto invece nel comune di Castellina Marittima), il quale raggiunge un'altitudine di 661 m.

### Sentieri tematici
- Sentiero della Contessa Matilde (Cevoli, S. Marco in Svigliana (Terricciola), Morrona, Casciana Terme, Collemontanino, Sessana)
- Sentiero degli Upezzinghi: Lari, Usigliano, Sala di Usigliano, Mazzagamboli (rovine del castello-fortezza degli Upezzinghi)[1]
- Sentiero dei Mulini dell'Ecina (Casciana Alta, San Frediano, Sant'Ermo)
- Sentiero dell'Alabastro (Volterra, Riparbella, Santa Luce)
- Sentiero di Federico II (San Miniato, Palia, Peccioli, Lari, Pisa)

## Antologia di scritti sulle colline toscane
- Omaggio di Leopoldo II di Toscana, granduca di Toscana, alle Colline pisano-livornesi (1846):

"Dipoi condussi il figlio nelle belle colline del Pisano, Treggiaia, Palaia, Villa Saletta; scesi e traversai l'Era e venni a Capannoli e Lari: dalla sua rocca mostrai paese vasto, la parte più bella della Toscana […] Di lì venni ai Bagni di Casciana, luogo del tutto nuovo per fabbriche e lieto per gente, […]  Passai Usigliano, […] il paese si faceva di più in più bello, ricco e ameno; gente ilare e doviziosa vi stanziava […] era Val di Sonzi. L'occhio correa lontano per li alberi rari e forestieri, si vedea il Pisano, le pianure, i monti, il mare. E fui condotto per Crespina e Fauglia, ed il luogo si facea sempre più bello: selve dense di olivi, sotto verzura; strada serpeggiava dolcemente, senza un sasso, e conduceva da una in altra collina per sinuosità cotanto dolci che non le vidi altrove, ed il sole inclinava in cel sereno ed infuocato, e li ultimi raggi suoi correvano sulle sommità e i cigli delle colline ad illuminare le ville" (Il governo di famiglia in Toscana. Le memorie del granduca Leopoldo II di Lorena (1824-1859), 1846, Firenze, Sansoni, 1987, pagine 511-512)
- Ezio Tremolanti  "Le colline pisane Medioevo" Pacini Editore, Pisa, 1992.
- Ezio Tremolanti  "Il 700:Luci ed ombre nelle comunità delle colline pisane" CLD, Fornacette, 2009.
- Ezio Tremolanti  "Rivista di storia dell'agricoltura * La millenaria storia socioeconomica delle colline pisane. Società Editrice Fiorentina, Firenze, 2009. pp 59-135